# 布赫山
47°43′40″N 11°58′19″E / 47.72767°N 11.97191°E

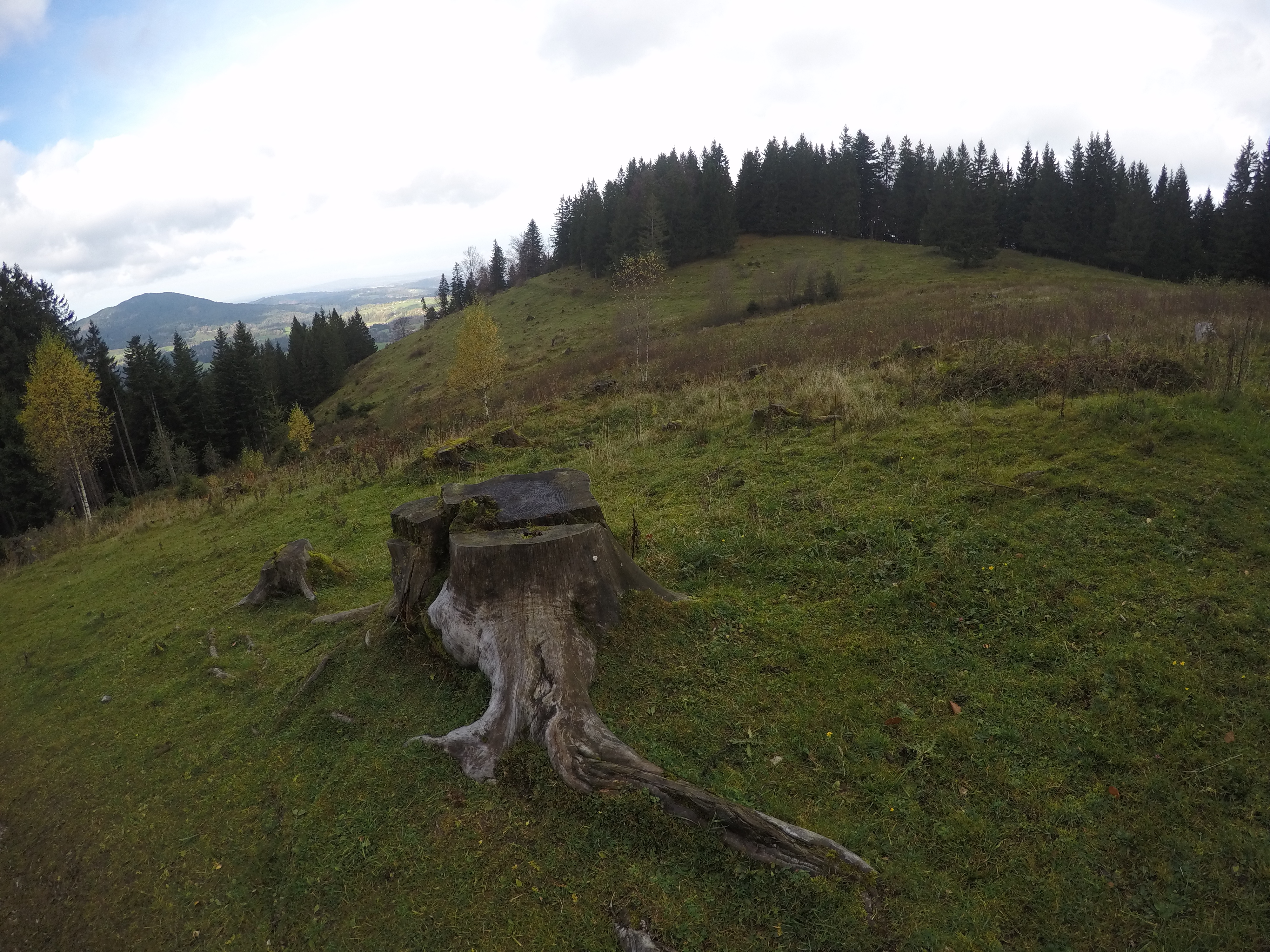

布赫山（德語：Bucher Berg）是德國巴伐利亞州的山峰，位於該國東南部，屬於芒法爾山脈的一部分，距離布赫滕施泰因山0.2公里，海拔高度1,143米。